# Pater Davids sneeuwvink
De Pater Davids sneeuwvink (Pyrgilauda davidiana; synoniem: Montifringilla davidiana) is een zangvogel uit de familie Passeridae (mussen).

## Verspreiding en leefgebied
Deze soort telt 2 ondersoorten:
- P. d. potanini: het zuidelijke deel van Centraal-Siberië en oostelijk Mongolië.
- P. d. davidiana: zuidelijk Mongolië en noordelijk China.